# Martin Grubinger

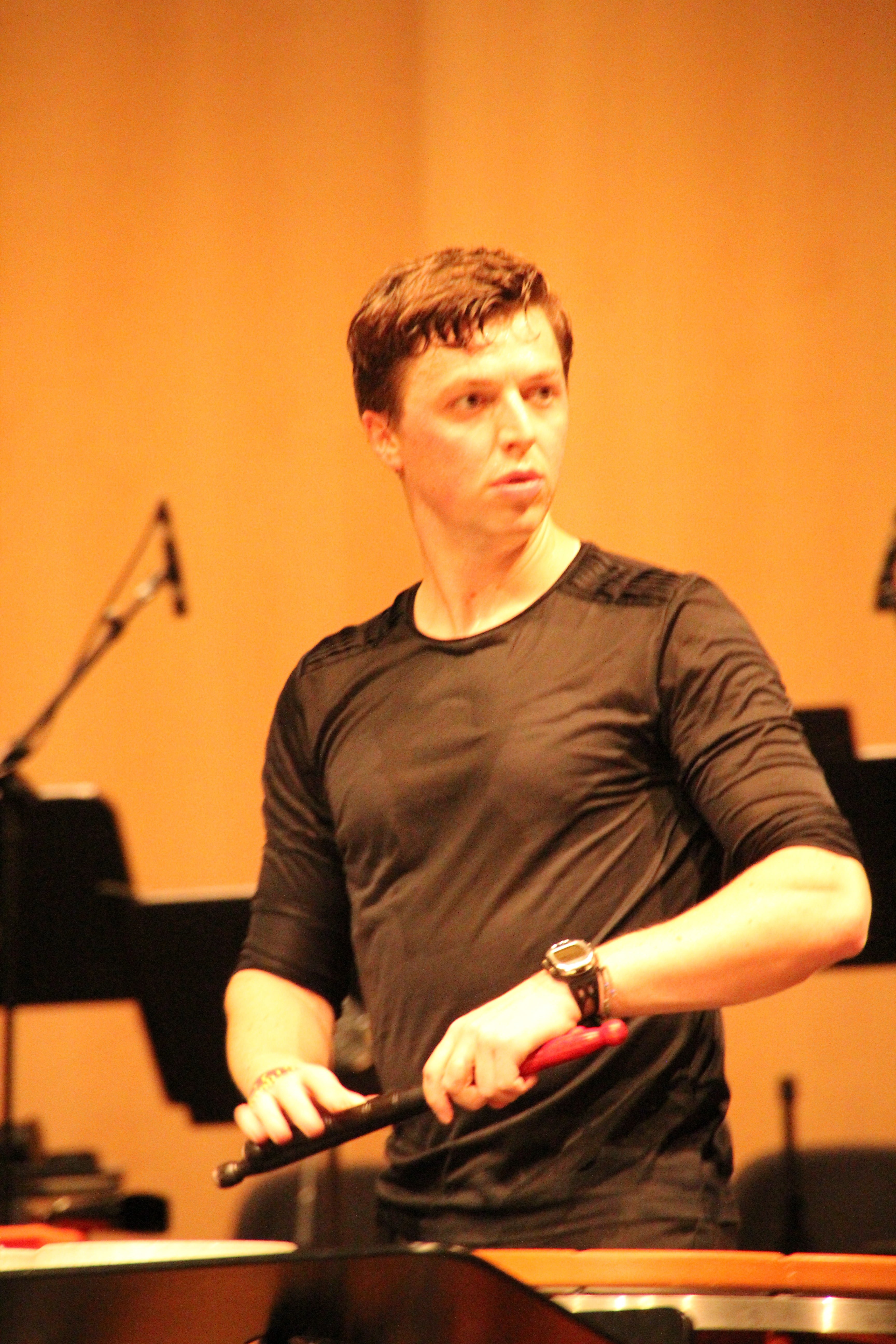
Martin Grubinger (2014)

Martin Grubinger (* 29. Mai 1983 in Salzburg) ist ein österreichischer Schlagzeuger, Multi-Perkussionist, Moderator und App-Entwickler.

## Leben und Leistungen
Martin Grubinger wurde am 29. Mai 1983 in Salzburg als Sohn einer Mutter aus dem Hausruck und eines Vaters aus dem Thalgau geboren. Er ließ nach eigenen Angaben mit 16 Jahren „die Matura sausen“, um sich seinen Instrumenten zu widmen.

### Beruflicher Werdegang
Ersten Unterricht erhielt Grubinger von seinem Vater, Martin Grubinger senior, einem Schlagzeuger und Lehrer für Schlaginstrumente am Mozarteum. Bereits als Jugendlicher nahm Grubinger an internationalen Wettbewerben wie dem Marimba-Weltwettbewerb in Okaya (Japan) teil oder dem Eurovision Young Musicians in Bergen. Er studierte am Bruckner-Konservatorium in Linz und ab 2000 am Mozarteum in Salzburg.
Seit 2018 ist Grubinger Universitätsprofessor für klassisches Schlagwerk/Multipercussion an der Universität Mozarteum Salzburg.
Im Jahr 2022 kündigte Grubinger an, mit Abschlusskonzerten im Jahr 2023 seine Bühnenkarriere zu beenden, unter anderem, um sich der Entwicklung einer App zum Instrumente-Erlernen zu widmen. Diese App namens „MyGroove“ entwickelt er in Zusammenarbeit mit der Red Bull GmbH.

### Musikalisches Wirken
Martin Grubinger trat als Marimba-Spieler in bedeutenden Konzerthallen und -sälen auf, zum Beispiel in der New Yorker Carnegie Hall, dem Concertgebouw (Amsterdam), dem Palais des Beaux-Arts in Brüssel, dem Leipziger Gewandhaus sowie der Kölner Philharmonie und er Philharmonie Luxemburg. Er spielte u. a. Rebond unter Iannis Xenakis sowie mit dem Bergen Philharmonic Orchestra unter Simone Young. Aufsehen erregte Grubinger 2006 mit einem so genannten „Schlagzeugmarathon“, dem Showdown at Vienna Musikverein (Wiener Musikverein), oder mit einer siebenstündigen Schlagzeugnacht im Rahmen des Bonner Beethovenfestes.
Als Solist brachte er mehrere Stücke zur Uraufführung, so Kompositionen von Anders Koppel und Rolf Wallin; 2007 war er in der Hamburger Laeiszhalle Solist der Uraufführung von Avner Dormans Schlagzeugkonzert Frozen in Time, begleitet vom Philharmonischen Staatsorchester Hamburg unter Simone Young. Dieses Werk spielte Grubinger auch 2008 mit den Münchner Philharmonikern unter Juraj Valcuha. 2010 trat er in der Frankfurter Jahrhunderthalle zusammen mit dem hr-Sinfonieorchester unter der Leitung von Frank Strobel beim Music Discovery Project auf. Bruno Hartl komponierte für ihn das Konzert für Marimbaphon, 4 Pauken, Percussion und Orchester, Friedrich Cerha ein Konzert für Schlagwerk und Orchester (Uraufführung Salzburg 2009, Mozarteumorchester Salzburg unter Ivor Bolton, weitere Aufführungen 2011 mit den Wiener Philharmonikern sowie dem Gewandhausorchester Leipzig).
In den Jahren 2010 und 2011 wurde Grubingers vierstündiges Projekt The Percussive Planet mit einem 28-köpfigen, international besetzten Instrumentalensemble u. a. auch im Rahmen des Rheingau Musik Festival in der Mainzer Phönix-Halle aufgeführt. Beim Eurovision Song Contest 2015 in Wien trat er im sogenannten Interval Act („Pausenfüller“) auf. 2016 gab er gemeinsam mit Yuja Wang Konzerte in Peking, Wien, München, Zürich und Tel Aviv. 2023 beendete er wie angekündigt seine musikalische Karriere.
Nach eigenen Angaben besitzt Grubinger etwa 500 Idiophone und Membranophone, von denen er 400 beherrscht.

### Moderatorentätigkeit
Für das BR Fernsehen moderierte Grubinger im Wechsel mit der Cellistin Sol Gabetta ab Mai 2010 das Mitte 2023 eingestellte Musikmagazin KlickKlack.

### Gesellschaftliches Engagement
Grubinger äußerte sich sehr deutlich und wiederholt gegen Rassismus, Antisemitismus und Fremdenfeindlichkeit. In Workshops mit unterschiedlichen gesellschaftlichen Gruppen weist er immer wieder darauf hin, dass die Vielfalt globaler Kulturen, Traditionen und Religionen ein bereicherndes Element einer humanistisch orientierten Gesellschaft sei. So sagte er 2010 aus Protest gegen die Wiedervereinigung von BZÖ und FPÖ ein Konzert beim Carinthischen Sommer ab und er will in Kärnten erst wieder auftreten, „wenn dort ein Klima herrscht, das sich auch dem Multikulturellen, dem Miteinander, dem Zusammenhalt verschiedener Traditionen, verschiedener Völker, verschiedener Einflüsse auch wieder verbunden fühlt“.

### Privates
Grubinger ist mit der Pianistin Ferzan Önder verheiratet, hat mit ihr einen Sohn und lebt in Neukirchen an der Vöckla.

## Preise und Auszeichnungen
- 2007: Leonard Bernstein Award
- 2010: Würth-Preis der Jeunesses Musicales Deutschland
- 2023: Ehrenmitgliedschaft der Wiener Konzerthausgesellschaft
- 2023: Musikpreis des Heidelberger Frühling
- 2023: Bremer Musikfest-Preis[8]

## Diskographie
- HK Gruber – Zeitstimmung, Martin Grubinger, Tonkünstler Orchestra, Kristjan Järvi (BIS 2006).
- Rolf Wallin – Act, Martin Grubinger, Kroumata Percussion Ensemble, Oslo Philharmonic Orchestra, Jaap van Zweden, John Axelrod, Jukka-Pekka Saraste (Ondine 2007).
- Drums ’n’ Chant, Martin Grubinger, Monks of the Benedictine Abbey Münsterschwarzach (Deutsche Grammophon 2010).
- Kontinent Varese. „In meinem Kopf singt ein Vogel das ganze Jahr.“, The Percussion Planet, Martin Grubinger, Ensemble Modern Orchestra, François-Xavier Roth, ORF Radio-Symphonieorchester Wien, Bertrand de Billy (Col Legno 2011).

- Friedrich Cerha – Konzert für Schlagzeug und Orchester. Impulse für Orchester, Martin Grubinger, Wiener Philharmoniker, Péter Eötvös, Pierre Boulez (Kairos 2012).
- DoReMi. Cello Concerto Grosso. Speaking Drums, Péter Eötvös, Martin Grubinger, Midori, Jean-Guihen Queyras, Orchestre Philharmonique de Radio France (Alpha Classics 2016).
- Klang Der Donaumonarchie, Carl Michael Ziehrer, Joseph Lanner, Johann Strauss, Franz von Suppè, Bedřich Smetana, Johannes Brahms, Bläserphilharmonie Mozarteum Salzburg, Hansjörg Angerer, Martin Grubinger (Uni Mozarteum Records 2019).

## Filme
- Der Perkussionist Martin Grubinger im Konzert. Fernseh-Reportage, Deutschland, 2012, 3:46 Min., Skript: Jens von Larcher, Produktion: Deutsche Welle, Redaktion: euromaxx, Erstsendung: 5. Juli 2012, Online-Video
- Martin Grubinger & The Percussive Planet Ensemble. Konzertaufnahme, Deutschland, 2011, 85 Min., Regie: Hans Hadulla, Produktion: WDR, Deutsche Grammophon, Mitschnitt eines Konzerts in der Kölner Philharmonie vom 8. Mai 2010 im Rahmen der MusikTriennale Köln
- Martin Grubinger. Der Gipfelstürmer. Dokumentarfilm, Deutschland, 2008, 45 Min., Buch und Regie: Daniel Finkernagl, Alexander Lück, Produktion: AVE, ZDF, 3sat, Erstsendung: 19. April 2008 bei 3sat, Reihe: Junge Interpreten, Filminformationen (Memento vom 10. Februar 2013 im Webarchiv archive.today) mit Film-Anfang (8 Min.)
- Singende Trommeln und rasender Puls. Der Multipercussionist Martin Grubinger. Dokumentation, Deutschland, 2006, 52 Min., Regie: Alexander Carlo Stenzel, Produktion: hr, Filminformationen von arte.